# LOUDNESS
라우드니스(영어: LOUDNESS, 일본어: ラウドネス 라우도네스[*])는 1981년 기타리스트 다카사키 아키라와 드러머 히구치 무네타카에 의해 결성된 일본의 헤비 메탈 밴드이다. 이들은 미국 메이저 레이블과 계약한 최초의 일본 메탈 밴드이다. 이후 2014년까지 26장의 스튜디오 음반(미국 라이선스 5장)과 9장의 라이브 음반을 발매했으며, 오리콘 차트에서는 수십 차례에 걸쳐 빌보드 핫 100에 진입했다. 1990년대 들어 다카사키만이 멤버로 활동했고, 2001년 다시 원년 멤버로 재결합했다. 2008년 11월 30일 히구치 무네타카가 간암으로 사망할 때까지 7장의 음반을 발매했다. 그는 스즈키 마사유키로 대체되었다.

## 음반 목록

### 스튜디오 음반
- THE BIRTHDAY EVE 〜탄생전야〜 (1981)
- DEVIL SOLDIER 〜전율의 기적〜 (1982)
- THE LAW OF DEVIL'S LAND 〜마계전장〜 (1983)
- DISILLUSION 〜격검영화〜 (1984)
- DISILLUSION 〜격검영화〜 (1984) - 영어 버전
- THUNDER IN THE EAST (1985) No. 74 (US)
- Shadows of War (1986)
- Lightning Strikes (1986) - U.S. Remix of Shadows of War  No. 64 (US)
- HURRICANE EYES (1987) No. 190 (US)
- HURRICANE EYES (1987) - Japanese Version
- SOLDIER OF FORTUNE (1989) No. 18 (JPN)
- ON THE PROWL (1991) No. 7 (JPN)
- LOUDNESS (1992) No. 2 (JPN)
- HEAVY METAL HIPPIES (1994) No. 29 (JPN)
- GHETTO MACHINE (1997) No. 65 (JPN)
- Dragon (1998) No. 49 (JPN)
- Engine (1999) No. 48 (JPN)
- Spiritual Canoe (2001) No. 20 (JPN)
- Pandemonium (2001) No. 27 (JPN)
- Biosphere (2002) No. 45 (JPN)
- Terror (2004) No. 88 (JPN)
- Racing (2004) No. 60 (JPN)
- Breaking the Taboo (2006) No. 129 (JPN)
- Metal Mad (2008) No. 51 (JPN)
- The Everlasting (2009) No. 42 (JPN)
- King of Pain (2010) No. 21 (JPN)
- Eve to Dawn (2011) No. 36 (JPN)
- 2012 (2012) No. 33 (JPN)
- The Sun Will Rise Again (2014) No. 29 (JPN)
- Rise to Glory (2018) No. 13 (JPN)